# Listă de romane fantastice (S–Z)
Aceasta este o listă de romane și serii de romane fantastice în ordine alfabetică de la S la Z. Pentru o listă de romane fantastice de la A la H vezi Listă de romane fantastice (A–H), pentru o listă de fantastice de la I la R vezi Listă de romane fantastice (I–R).
Cuprins: Început - 0–9 A B C D E F G H I J K L M N O P Q R S T U V W X Y Z

## S
- Sangreal Trilogy de Jan Siegel
- The Scarlet Fig de Avram Davidson
- The Sea of Trolls (Marea Trolilor) de Nancy Farmer
- Senlin Ascends de Josiah Bancroft
- Septimus Heap serie de Angie Sage
- The Shadow Campaigns de Django Wexler
- The Shadow of What Was Lost de James Islington
- Shadow Warrior serie de Chris Bunch
- Shadowmarch de Tad Williams
- Shadowplay de Tad Williams
- Shadowslayers by Charlie Martin
- Shannara (Sabia lui Shannara) serie de Terry Brooks (The Sword of Shannara, The Elfstones of Shannara și The Wishsong of Shannara)
- The Shape-Changer's Wife de Sharon Shinn
- The Shapeshifter serie de Ali Sparkes
- Shardik de Richard Adams
- The Shattered Goddess de Darrell Schweitzer
- Shattered Sea (Marea sfărâmată) serie de Joe Abercrombie
  - Jumătate de rege (Half a King), 2014
  - Half the World, 2015
  - Half a War,  2015
- The Shaving of Shagpat de George Meredith
- Shrek! de William Steig
- The Silmarillion de J. R. R. Tolkien
- Silver John serie de Manly Wade Wellman
- Silverlock de John Myers Myers
- Snow White and Rose Red de Patricia C. Wrede
- Snow White and the Seven Samurai de Tom Holt
- Solstice Wood de Patricia A. McKillip
- Something Rich and Strange de Patricia A. McKillip
- Song for the Basilisk de Patricia A. McKillip
- Song of Ice and Fire (Cântec de gheață și foc) serie de George R. R. Martin
  - Urzeala tronurilor (1996)
  - Încleștarea regilor (1998)
  - Iureșul săbiilor (2000)
  - Festinul ciorilor (2005)
  - Dansul dragonilor (2011)
  - The Winds of Winter (TBA)
  - A Dream of Spring (TBA)
- The Song of the Lioness serie de Tamora Pierce
- The Song of the Shattered Sands serie de Bradley Beaulieu
- The Sorcerer's Ship de Hannes Bok
- The Sorceress and the Cygnet de Patricia A. McKillip
- The Spiderwick Chronicles de Holly Black
- Spindle's End de Robin McKinley
- The Stand (Apocalipsa) de Stephen King
- The Starcatchers serie de Dave Barry și Ridley Pearson
- Stardust (Pulbere de stele) de Neil Gaiman
- The Steerswoman de Rosemary Kirstein
- Stone and Sky trilogie de Graham Edwards
- Stone of Farewell de Tad Williams
- The Stormlight Archive serie de Brandon Sanderson
- Stravaganza serie de Mary Hoffman
- The Stress of Her Regard de Tim Powers
- Stuart Little de E. B. White
- The Sundering Flood de William Morris
- The Switchers Trilogy de Kate Thompson
- The Sword of Truth serie de Terry Goodkind
- The Sword Smith de Eleanor Arnason
- Swordbird de Nancy Yi Fan
- Swords Against the Shadowland de Robin Wayne Bailey
- The Swords of Lankhmar de Fritz Leiber
- Swordspoint de Ellen Kushner
- Symphony of Ages serie de Elizabeth Haydon

## T
- The Secrets of the Immortal Nicholas Flamel serie de Michael Scott
- Tales From The Flat Earth serie de Tanith Lee
- The Tales of Alvin Maker, vezi Listă de romane fantastice (A–H)
- The Tales Of Beedle The Bard (Poveștile bardului Beedle) de J.K. Rowling
- The Kane Chronicles de Rick Riordan
- Tales of the Otori (Legendele clanului Otori) de Lian Hearn
  - Să nu trezești podeaua-privighetoare (2002)
  - Sub cerul liber, având drept pernă iarba (2003)
  - Strălucirea lunii, adierea vântului  (2004)
  - The Harsh Cry of the Heron (2006)
  - Heaven's Net is Wide (2007)
- Talking Man de Terry Bisson
- Tam Lin de Pamela Dean
- Seria  Tamuli  de David Eddings
- Tara of the Twilight de Lin Carter
- Seria Tarzan  de Edgar Rice Burroughs
- A Taste of Honey de Kai Ashante Wilson
- Ten Silver Coins de Andrew Kooman
- The Thief of Always de Clive Barker
- The Thief Lord (Stăpânul hoților) de Cornelia Funke
- Thieves' World serie literară editată de Robert Asprin și Lynn Abbey (scrieri de Poul Anderson, John Brunner, Andrew J. Offutt, C. J. Cherryh, Janet Morris,  Chris Morris, etc)
- The Third Policeman de Flann O'Brien
- Thongor Against the Gods de Lin Carter
- Thongor at the End of Time de Lin Carter
- Thongor Fights the Pirates of Tarakus de Lin Carter
- Thongor in the City of Magicians de Lin Carter
- Thongor of Lemuria de Lin Carter
- The Three Impostors de Arthur Machen
- The Three Worlds Cycle de Ian Irvine
- The Chronicles of Thomas Covenant serie de Stephen R. Donaldson
- Three Hearts and Three Lions de Poul Anderson
- Three to See the King de Magnus Mills
- The Throme of the Erril of Sherill de Patricia A. McKillip
- Through the Looking-Glass (Alice în Țara Oglinzilor) de Lewis Carroll, vezi și Listă de romane fantastice (A–H)
- Thunder on the Left de Christopher Morley
- Tigana de Guy Gavriel Kay
- Tithe: A Modern Faerie Tale de Holly Black
- Seria Titus  (aka Gormenghast) de Mervyn Peake
  - Titus Groan (1946)
  - Gormenghast (1950)
  - Titus Alone (1959)
  - Titus Awakes (2009)
  - Boy in Darkness (1956)}

- To Green Angel Tower de Tad Williams
- Seria Tomoe Gozen   de Jessica Amanda Salmonson
- Seria Topper  de Thorne Smith (2 romane)
- The Touch of Evil de John Rackham
- The Tower at Stony Wood de Patricia McKillip
- Traitor's Blade de Sebastien de Castell
- Seria Traitor Son Cycle   de Miles Cameron
- The Traitor Baru Cormorant de Seth Dickinson
- Seria  Twilight (Amurg) de Stephenie Meyer
- The Tea Master and the Detective de Aliette de Bodard

## U
- The Underland Chronicles de Suzanne Collins
- Unfinished Tales (Povești neterminate) de J. R. R. Tolkien (Narn i Chîn Húrin, În căutarea Ereborului)
- The Unicorn Series de Tanith Lee
- The Unicorns of Balinor de Mary Stanton
- Un Lun Dun de China Miéville

## V
- Vampire Academy (Academia vampirilor) de Richelle Mead
- Valhalla de Tom Holt
- Velgarth serie de Mercedes Lackey
- Villains by Necessity de Eve Forward
- ciclul Viriconium   de M. John Harrison
- seria cu Vlad Taltos de Steven Brust
- seriaVon Bek  de Michael Moorcock
- A Voyage to Arcturus de David Lindsay

## W
- The Wardstone Chronicles (Cronicile Wardstone ) de Joseph Delaney
  - Ucenicul Vraciului, 2004 (2006)
  - Blestemul Vraciului, 2005 (2006)
  - Secretul Vraciului, 2006 (2007)
  - Bătălia Vraciului, 2007
  - Greșeala Vraciului, 2008
  - Sacrificiul Vraciului, 2009
  - Coșmarul Vraciului, 2010
  - Destinul Vraciului, 2011 (2012)
  - Aliata Vraciului: Eu sunt Grimalkin, 2011 (2012)
  - Sângele Vraciului, 2012 (2013)
  - Povestea Târâtorului, 2012 (2013)
  - Aliata Vraciului: Eu sunt Alice, 2013 (2014)
  - Cartea a treisprezecea, 2013 (2014)

- War in Heaven de Charles Williams
- The War of Dreams (aka The Infernal Desire Machines of Doctor Hoffman) de Angela Carter
- The War of the Flowers de Tad Williams
- Warbreaker de Brandon Sanderson
- The Warrior of World's End de Lin Carter
- Warriors Series by Erin Hunter
- The Water-Babies, A Fairy Tale for a Land Baby de Charles Kingsley
- The Water of the Wondrous Isles de William Morris
- Watership Down de Richard Adams
- Weaveworld de Clive Barker
- The Well at the World's End de William Morris
- The Well of the Unicorn de Fletcher Pratt
- Wheel of Time (Roata timpului) serie de Robert Jordan
  - 0. New Spring
  - 1. Ochiul lumii
  - 2. În căutarea cornului
  - 3. Dragonul renăscut
  - 4. Umbra se întinde
  - 5. Focurile cerului
  - 6. Seniorul haosului
  - 7. Coroana de săbii
  - 8. Calea pumnalelor
  - 9. Winter's Heart
  - 10. Crossroads of Twilight
  - 11. Knife of Dreams
  - 12. The Gathering Storm
  - 13. Towers of Midnight
  - 14. A Memory of Light

- When the Birds Fly South de Stanton A. Coblentz
- When the Idols Walked de John Jakes
- The Whitby Witches de Robin Jarvis
- The White Isle de Darrell Schweitzer
- Who's Afraid of Beowulf? de Tom Holt
- Who Censored Roger Rabbit? de Gary K. Wolf
- The Wind in the Willows de Kenneth Grahame
- ''Wings of Fire serie de Tui T. Sutherland
- Winnie-The-Pooh de A.A. Milne
- Winter Rose de Patricia McKillip
- Winter's Tale de Mark Helprin
- Winternight trilogy de Katherine Arden
- Wish You Were Here de Tom Holt
- Witch of the Four Winds de John Jakes
- The Witcher serie de Andrzej Sapkowski
- The Wish Giver de Bill Brittain
- The Wizard of Lemuria de Lin Carter
- Wizard of the Pigeons de Megan Lindholm
- The Wizard of Zao de Lin Carter
- The Wolf Leader de Alexandre Dumas
- The Wolves in the Walls de Neil Gaiman
- Women of the Otherworld (Femei din lumea de dincolo) serie de Kelley Armstrong. Lună plină, A doua lună plină, Magie de doi bani!, Magie industrială, Niciun om implicat, Trăind cu morții etc.
- The Wonderful Wizard of Oz (Vrăjitorul din Oz) de Frank L. Baum.
- The Wood Beyond the World de William Morris
- The World According to Novikoff  de Andrei Gusev
- The Worldbreaker Saga de Kameron Hurley
- The Worm Ouroboros de E. R. Eddison
- A Wrinkle in Time (Călătorie în a cincea dimensiune) de Madeleine L'Engle
- Wizard and Glass de Stephen King  - Turnul întunecat IV – Vrăjitorul și globul de cristal

## X
- Xanth serie de Piers Anthony

## Y
- Yamada Monogatari: The Emperor in Shadow de Richard Parks
- Yamada Monogatari: The War God's Son de Richard Parks
- Yamada Monogatari: To Break the Demon Gate de Richard Parks
- Young Wizards serie de Diane Duane

## Z
- Zimiamvia serie de E. R. Eddison
- Zoo City de Lauren Beukes